# APOS
APOS (Asocijacija potrošača Srbije) je srpska nevladina neprofitna organizacija osnovana 2003. godine. Kao svoje ciljeve navodi informisanje i savetovanje potrošača te zastupanje njihovih interesa i prava, nezavisno od državnih organa i drugih nepotrošačkih interesa uključujući industrijske, trgovačke, političke i sindikalne, a u skladu sa evropskim standardima. APOS čine kako pravna (nezavisne, neprofitne, nestranačke organizacije potrošača) tako i fizička lica.

## Misija i ciljevi
- Promovisanje i zastupanje interesa potrošača nezavisno od državnih organa i drugih nepotrošačkih interesa uključujući industrijske, trgovačke, političke i sindikalne, a u skladu sa evropskim standardima.
- Usklađivanje domaćih propisa sa evropskim
- Izgradnja institucionalnih i administrativnih kapaciteta neophodnih za delotvornu zaštitu potrošača na lokalnom, pokrajinskom i republičkom nivou,
- Pravovremeno i tačno informisanje potrošača
- Poboljšanje efikasnosti potrošačkog rada kroz stalnu edukaciju i osposobljavanju da se u praksi štite interesi potrošača

## Organi APOS-a
Organi APOS-a su Skupština, Upravni odbor i Nadzorni odbor. Skupština upravlja APOS-om i čine je svi punopravni članovi; zaseda po potrebi a svake četiri godine se održava Izborna skupština na kojoj Upravni odbor podnosi Izveštaj o radu, vrši se izbor Upravnog i Nadzornog odbora i utvrđuju naredni zadaci. Upravni odbor bira Skupština i on rukovodi radom APOS-a između dve Skupštine i donosi odluke u cilju ostvarivanja utvrđenog programa. Nadzorni odbor kontroliše ispravnost materijalnog i finansijskog poslovanja APOS-a .

## Bibliografija
^ APOS - O nama

## Članstvo u međunarodnim organizacijama
^ Consumers International

## Spoljašnje veze
- Etički kodeks[мртва веза]
- Statut[мртва веза]
- Zvanična prezentacija  APOS-a